# شکر تلخ
شکر تلخ یک مجموعه تلویزیونی محصول سال ۱۳۸۵–۱۳۸۶ سیمای مرکز ایلام به کارگردانی احمد کاوری، نویسندگی احمد کاوری و سعید تشکری و تهیه‌کنندگی مرتضی هواسی می‌باشد که از شبکه دو پخش شد. این مجموعه در ۱۳ قسمت ۴۵ دقیقه‌ای تهیه شد.
داستان «شکر تلخ» دربارهٔ مردی سابقه دار به نام رسول است که پس از اینکه سال‌ها درگیر کارهای غیرقانونی بوده، برای بازگشت به خانواده تلاش می‌کند. اما گذشته تاریک او را رها نمی‌کند و چند قاچاقچی با آوردن بسته‌های مواد مخدر در زندگی او سعی می‌کنند تا دوباره وی را به سوی خود بازگردانند.

## بازیگران
- مجید مشیری
- شیرین بینا
- نگین صدق‌گویا
- شهرام عبدلی
- پروین میکده
- رضا رویگری
- محسن قاضی‌مرادی
- علی اوسیوند
- علی سلیمانی
- حمیدرضا میلاد
- حسن تسعیری
- مسعود شریف
- فؤاد احدی‌صابر
- حسین جعفری
- مریم رهبری
- فرامرز واحد
- ارسطو خوش‌رزم
- اسماعیل سلطانیان
- امیر غفارمنش
- مرتضی ضرابی
- روژان آریامنش